# Pat Healy
Pour les articles homonymes, voir Healy (homonymie).
Pat Healy est un acteur, producteur, réalisateur et scénariste américain né le 14 septembre 1971 à Chicago, Illinois (États-Unis).

## Filmographie

### Comme acteur
- 1997 : Maman, je m'occupe des méchants ! (Home Alone 3) : Agent Rogers
- 1998 : Stricken : Townie #1
- 1999 : The Opera Lover : Al
- 1999 : L'Île au trésor (Treasure Island) : Clark
- 1999 : Big Canyon : Dwayne
- 1999 : Hugh Hefner et l'empire playboy (Hefner: Unauthorized) (TV) : Eldon Sellers
- 1999 : Magnolia de Paul Thomas Anderson : Sir Edmund William Godfrey / Young Pharmacy Kid
- 2000 : Mullitt : Earl Lippy
- 2000 : Sac d'embrouilles (More Dogs Than Bones) : Leon
- 2000 : Manigance (The Prime Gig) : Wendell
- 2001 : D.C. Smalls : Driver
- 2001 : Pearl Harbor : Newsreel Guy
- 2001 : Ghost World : John Ellis
- 2002 : The Big Time (TV) : Burlingame
- 2003 : The Stranger : Mr. Seville
- 2003 : I Love Your Work d'Adam Goldberg : Conner
- 2004 : L'Autre Rive : Grant the Mechanic
- 2004 : Nerd Hunter 3004 : Gorm
- 2005 : The Aviary : Cabbie
- 2005 : In Memory of My Father : Pat
- 2005 : Dirty : Ronnie
- 2006 : Mr. Fix It : Bill Smith
- 2011 : The Innkeepers de Ti West : Luke
- 2012 : Compliance de Craig Zobel : l'officier Daniels
- 2017 : Take me de lui-même : Ray Moody
- 2017 : Pentagon Papers (The Post) de Steven Spielberg : Philip L. Geyelin
- 2018 : American Woman de Jake Scott : Ray
- 2018 : Donnybrook de Tim Sutton : Eldon
- 2019 : Bad Education de Cory Finley (en)
- 2022 : Killers of the Flower Moon de Martin Scorsese : John Burger
- 2022 : Better Call Saul : Jeff

### Comme producteur
- 2004 : A Coat of Snow

### Comme réalisateur
- 2000 : Mullitt

### Comme scénariste
- 2000 : Mullitt

## Podcast
- 2020 : The Left Right Game : l'auto-stoppeur